# Tremestieri Etneo
Tremestieri Etneo (Ṭṛimmisteri in siciliano) è un comune italiano di 19 241 abitanti della città metropolitana di Catania in Sicilia.

## Storia
L'attuale territorio di Tremestieri Etneo, per le sue favorevoli condizioni ambientali e la centralità della sua posizione geografica, posta tra l'Etna e la città di Catania, è stato sede di nuclei abitati sin da tempi remoti. Di tale evenienza restano solo sparute tracce essendo state le altre, nella maggior parte, cancellate dai numerosi e ricorrenti eventi calamitosi, soprattutto di natura vulcanica e tellurica, che si sono abbattuti in ogni tempo sul territorio.
Confermano tale tesi i pochi ma significativi reperti archeologici, casualmente rinvenuti nel territorio, costituiti da spezzoni di sepolcri di terracotta, lucerne, vasellame, monete e piccoli utensili in metallo o in pietra, riferentisi, per lo più, al periodo romano e bizantino e, più raramente, a quello ellenistico.
Le prime citazioni scritte del toponimo "Tria Monasteria" si trovano in scritture pubbliche risalenti al periodo della dominazione normanna in Sicilia; la più antica è contenuta nel testo di un diploma del 1198, custodito nella biblioteca dei Benedettini di Catania.
Frequenti sono stati i terremoti e le lave che sin dalla preistoria hanno sconvolto e distrutto il territorio e l'abitato di Tremestieri. Per la violenza e gli ingenti danni provocati si ricordano le lave del 122 a.C., del 1381 e del 1444 ed i terremoti del 1169, del 1693 e del 1818.
Nonostante le frequenti e ripetute calamità dovute alle eruzioni, ai terremoti, alle micidiali epidemie ed alle ricorrenti avversità atmosferiche, alle quali seguivano spesso lunghi periodi di carestia, la piccola comunità di Tremestieri è sempre riuscita a risorgere ed a proliferare grazie alla indomita volontà di rinascita e allo spirito di attaccamento ai luoghi dei suoi abitanti perennemente corroborati da una radicata e profonda fede religiosa.
La crescita e l'importanza assunta dalla comunità tremestierese è indirettamente comprovata dalla bolla papale, emanata nel 1446 da papa Eugenio IV, con la quale la chiesa " de tribus monasteriis", che da tempo accoglieva anche i fedeli delle contrade circonvicine, fu elevata alla dignità parrocchiale.
Nei primi anni del XVII secolo l'abitato di Tremestieri contava una popolazione di oltre 1.200 persone e aveva ben sette chiese.
Nel 1641 il casale di Tremestieri, essendo stato venduto al ricco mercante genovese Giovanni Andrea Massa, venne staccato dalla giurisdizione demaniale di Catania a cui apparteneva sin dal periodo aragonese ed acquistò una propria autonomia amministrativa, seppure alquanto condizionata da un anacronistico sistema di governo di tipo feudale.
Nel 1817, per effetto della riforma amministrativa introdotta in Sicilia dalla restaurata monarchia borbonica, fu abolito il sistema feudale e Tremestieri divenne Comune.
Le prime amministrazioni comunali, superando non poche difficoltà, soprattutto di ordine finanziario, riuscirono a realizzare un modesto programma di opere pubbliche volto, tra l'altro, a migliorare i collegamenti con i paesi confinanti ed alla costruzione del cimitero.
Nel 1874 al toponimo Tremestieri, la cui etimologia sembra derivare dalla corruzione del latino "Tria Monasteria", venne aggiunto l'aggettivo "Etneo" per distinguerlo da una omonima località nei pressi della città di Messina.
A partire dagli anni sessanta Tremestieri, (prima nella frazione Canalicchio, un'isola amministrativa posta a ridosso di Catania, e poi nel capoluogo e nella frazione Piano, distanti 9 chilometri circa dalla città), ha registrato un eccezionale sviluppo edilizio con conseguente aumento della popolazione da duemila abitanti degli anni cinquanta agli oltre 22.000 attuali.
Il fenomeno è stato determinato dalla concomitanza di una serie di fattori socioeconomici, quali la espansione urbanistica della città di Catania e la crisi del settore agricolo che ha fatto definitivamente tracollare la tradizionale economia del paese basata originariamente sulla viticoltura ed olivicoltura e, negli ultimi anni, sulla agrumicoltura.

### Simboli
Lo stemma e il gonfalone sono stati concessi con DPR del 5 marzo 1984.
Ornamenti esteriori da Comune.»
Il gonfalone è un drappo di azzurro.

## Monumenti e luoghi d'interesse

### Architetture religiose
- Chiesa madre di Santa Maria della Pace, risalente con molta probabilità al XII secolo (la campana piccola nel campanile presente, incisa, la data del 1196) e ricostruita dopo il terremoto del 1693. Anticamente, l'attuale salone parrocchiale era l'oratorio di "Sancta Maria Mater Pacis" ed era sede della Cappella della Madonna Regina della Pace (patrona di Tremestieri Etneo). L'interno della Chiesa Madre è suddiviso in tre navate e presenta diversi altari: Madonna del Carmelo e Santa Barbara, San Michele Arcangelo, S.s Crocifisso (1637), S.s Sacramento, Cappella della Madonna della Pace, Madonna del Rosario, S. Maria della Purità e l'altare del purgatorio (o S. Maria del Suffragio). Vi sono diverse opere tra cui le due splendide statue lignee che raffigurano le protettrici del paese: la Madonna della Pace (fine del XVI secolo) e Santa Barbara vergine e martire (primi anni del XVII secolo). L'organo della Chiesa Madre è della scuola di D. Del Piano (F. Puglisi - 1846) ed è stato restaurato recentemente ed inaugurato il 3 Dicembre 2022 con un Concerto d'organo. Il Fercolo della Chiesa Madre (settecentesco) è custodito nella "Casa del fercolo" (comunemente chiamata "Casa da Vara"). Altre opere: tele degli altari minori databili al XVII e XVIII secolo di pregevole fattura (alcuni di scuola acese), simulacro di San Giuseppe, simulacro del Cristo Risorto (di recente fattura), fonte battesimale (di recente fattura), acquasantiera (datata 1630, in marmo e di pregevole fattura).

- Chiesa Santa Maria Immacolata (1630) - voluta dal Can. della Cattedrale di Catania, Don Francesco Di Stefano, che veniva a villeggiare spesso a Tremestieri. All'interno, ad un'unica navata, vi sono diversi affreschi e opere tra cui il vetusto simulacro della Madonna Immacolata (di pregevole e antica fattura).

- Chiesa Sant'Antonio di Padova (prima metà del XVII secolo) - L'unico edificio di culto del paese ad aver resistito al terribile terremoto del 1693 che distrusse interamente Tremestieri. Ebbe la funzione di "Matrice" fino alla seconda metà del 1700 (la Chiesa Madre venne aperta al culto solo alla fine del 700). L'interno, ad unica navata, presenta un altare recante l'antico simulacro di Sant'Antonio di Padova (1600 - in cartone romano).

- Chiesa Santa Maria dell'Idria, esistente già dal XVII secolo - Facciata a capanna con croce sommitale recante la data del 1648 (probabilmente, l'anno di fine lavori). All'interno, ad unica navata, presenta un altare recante un affresco settecentesco della Madonna dell'Itria.

- Chiesa Sant'Antonio Abate, risalente al XVI secolo, non più esistente.

- Chiesa Santa Maria dell'indirizzo, non più esistente.

- Chiesa San Vito Martire, testimoniata già nel XVII secolo - facciata a capanna con portale e rosone in pietra lavica. All'interno, ad unica navata, presenta un altare con l'immagine di San Vito Martire

- Chiesa Santa Maria delle Grazie, situata nella frazione Piano - anticamente, la Chiesa era dedicata a San Rocco (infatti, già l'edificio di culto esisteva da prima del XVII secolo, periodo in cui è stato intitolato alla Madonna delle Grazie). L'interno, ad unica navata, presenta numerosi affreschi (anche se ormai rovinati) della scuola di Giovanni Lo Coco (di Acireale, vissuto tra la fine del XVII e il XVIII secolo). Vi sono diverse opere tra cui: una Tela raffigurante l'antico titolare, San Rocco (1600), Tela raffigurante la Madonna delle Grazie con Sant'Agata e Santa Lucia (1600 - ubicata sull'altare maggiore della Chiesa), l'antico simulacro di pregevole fattura della Madonna delle Grazie (databile al XVII secolo e che venne sostituito negli anni '80 del XX secolo dall'attuale simulacro che viene annualmente portato in processione per le vie della frazione l'8 Settembre). Anticamente, la Chiesa presentava un tetto a cassettoni di legno affrescato che fu tolto a causa di restauri inopportuni. La facciata della Chiesa (a capanna con campanile a sinistra) è in pietra bianca e presenta un pregevole portale. Il Campanile presenta della aperture scandite da archi in pietra lavica e presenta, all'interno, diverse campane (la campana più grande risale al 1730). La facciata presentava dei colori diversi rispetto agli attuali (cancellati da ulteriori restauri negli anni '80 del XX secolo).

### Architetture civili
- Ville padronali ottocentesche lungo la via Etnea (Villa Licciardello, Villa Bertuccio, Villa Fondacaro, Villa Valenti e tante altre).
- Palazzo Paternò Toscano (nel quartiere San Vito) - sec. XIX
- Palazzo Mazza (in via Roma) - sec. XVIII
- Palazzo Valenti (ai quattro canti) - sec. XIX
- Il Municipio (in piazza G. Mazzini) - 1963
- Scuola Elementare T. Di Calcutta (in piazza Dante) - 1933 e antica sede del comune

### Altro
- Antichi palmenti

## Società

### Evoluzione demografica
Abitanti censiti

### Tradizioni e folclore
Festa patronale della Madonna della Pace: domenica in albis e lunedì successivo: la festa si svolge nei giorni del sabato (con la processione dell'offerta della cera e la "Svelata" del simulacro della Regina della Pace), della domenica (con la prima processione con il Fercolo recante il simulacro della Madonna) e il lunedì.

## Geografia antropica

### Frazioni
Le due frazioni più importanti di Tremestieri Etneo sono Canalicchio (isola amministrativa) e Piano Tremestieri.

## Economia
La produzione tipica locale consiste principalmente nei prodotti dell'agricoltura quali agrumi, olive e uva da mosto ed artigianali costituiti da ricami e prodotti in pietra lavica.
Negli ultimi anni il settore edilizio ha subito un fortissimo impulso.

## Amministrazione
Di seguito è presentata una tabella relativa alle amministrazioni che si sono succedute in questo comune.
| Periodo          | Periodo         | Primo cittadino           | Partito | Carica              | Note          |
| ---------------- | --------------- | ------------------------- | --- | ------------------- | ------------- |
| 24 febbraio 1989 | 30 ottobre 1989 | Salvatore Giuffrida       | Democrazia Cristiana | Sindaco             | [ 9 ]         |
| 21 marzo 1990    | 10 luglio 1990  | Giancarlo Manenti         | | Comm. straordinario | [ 9 ]         |
| 2 agosto 1990    | 7 maggio 1991   | Andrea Messina            | Democrazia Cristiana | Sindaco             | [ 9 ]         |
| 29 maggio 1991   | 22 maggio 1992  | Natale Basile             | Democrazia Cristiana | Sindaco             | [ 9 ]         |
| 22 maggio 1992   | 15 maggio 1993  | Sebastiano Battaglia      | Democrazia Cristiana | Sindaco             | [ 9 ]         |
| 15 maggio 1993   | 10 giugno 2003  | Guido Costa               | Movimento Sociale Italiano / Alleanza Nazionale                                                                                    | Sindaco             | [ 9 ]         |
| 10 giugno 2003   | 1º marzo 2008   | Salvatore Giuffrida       | Unione di Centro | Sindaco             | [ 9 ]         |
| 1º luglio 2008   | 8 novembre 2011 | Antonino Basile           | Movimento per le Autonomie | Sindaco             | [ 9 ]         |
| 8 novembre 2011  | 7 maggio 2012   | Giovanni Puglisi          | | Comm. straordinario | [ 9 ]         |
| 7 maggio 2012    | 23 giugno 2014  | Concetta Rapisarda Basile | lista civica di centro | Sindaca             | [ 9 ]         |
| 25 luglio 2014   | 14 giugno 2015  | Antonino Lutri            | | Comm. straordinario | [ 9 ]         |
| 14 giugno 2015   | 17 aprile 2024  | Santi Rando               | Fratelli d’Italia, Forza Italia, Tremestieri Viva, Popolari e Autonomisti, Movimento Forza Tremestieri, Tremestieri in primo piano | Sindaco             | [ 10 ] [ 11 ] |
| 18 aprile 2024   | in carica       | Loredana Torella          | | Comm. straordinario | [ 9 ]         |

### Altre informazioni amministrative
Il comune di Tremestieri Etneo fa parte delle seguenti organizzazioni sovracomunali: regione agraria n.7 (Colline litoranee di Acireale).

## Sport
Nel campionato italiano di beach soccer milita dal 2012 in serie A il Canalicchio Catania Beach Soccer, rappresentante la frazione di Canalicchio. Sempre a Canalicchio, gioca l'A.S.D. Canalicchio, che milita nel campionato di seconda categoria.
Tremestieri Etneo ha anche una squadra di volley femminile, la Messaggerie Orizzonte Tremestieri, che milita nel campionato nazionale di Serie B1. La squadra maschile di volley, Algoritmi Tremestieri, milita nel campionato nazionale di Serie B2.
A Tremestieri Etneo gioca la squadra di pallanuoto maschile Muri Antichi, che milita in Serie B.
Nel Calcio la principale squadra cittadina è la ASD Tremestieri Etneo Calcio che milita nel campionato di Prima Categoria Siciliana. Disputa le sue partite interne allo stadio Giulio Nicosia.